# Othinosmia nitidula
Othinosmia nitidula är en biart som först beskrevs av Cockerell 1946.  Othinosmia nitidula ingår i släktet Othinosmia och familjen buksamlarbin. Inga underarter finns listade i Catalogue of Life.